# Улица Героев Севастополя (Киев)
У́лица Геро́ев Севасто́поля (укр. вулиця Героїв Севастополя) — улица в Соломенском (до 2001 г. — Жовтневом) районе Киева, проходит через местности Отрадный и Новокараваевы дачи. Соединяет бульвар Вацлава Гавела с проспектом Любомира Гузара, Отрадным проспектом и Новополевой улицей.

## Расположение улицы
Начинается у бульвара Вацлава Гавела, пересекает проспект Любомира Гузара. Затем проходит рядом с парком «Отрадный», пересекает улицу Михаила Донца, Отрадный проспект. К ней в пределах жилмассива Отрадный примыкают улицы Василия Чумака, Виталия Скакуна, Академика Стражеско, Академика Белецкого. Далее улица идёт через частный сектор по местности Новокараваевы дачи:
- примыкают со стороны нечётных домов улицы: Бориславская, Мироновская, Карпатская, Паустовского, Карьерная;
- примыкают со стороны чётных домов улицы: Знаменская, Газовая, Танкистов, Одесская, Залесная, Планерная, Зелёная;
- пересекают улицы: Патриотов, Постовая.

На перекрёстке с проспектом Любомира Гузара находится станция скоростного трамвая Героев Севастополя. Заканчивается возле железнодорожных путей, упираясь в Новополевую улицу.

## История
Улица возникла в середине XX ст. как отрезок между Новополевой улицей и нынешним Отрадным проспектом (который в то время назывался Новонежинской улицей, а с 1961 г. — проспектом Чубаря). Первоначально имела название 171-я Новая; в 1944—1963 гг. называлась Путепроводной улицей. В 1950-е гг. при застройке жилмассива Отрадный возникло её продолжение — Отрадная улица (до 1959 г. — 170-я Новая улица). В 1963 г. улицы 170-я Новая и 171-я Новая объединили в одну, получившую название Отрадная, и в том же году переименованную в улицу Героев Севастополя.
Нумерация домов начинается со стороны бульвара Вацлава Гавела.

## Важные учреждения, предприятия
- № 3 — детский сад «Дельфин» № 334
- № 3а — прокуратура Соломенского района
- № 9а — средняя общеобразовательная школа № 67
- № 11в — спорткомплекс «Меридиан»; «Дракон» — Киевская федерация боевых искусств
- № 15а — детский сад № 425
- № 22 — библиотека семейного чтения им. М. Ю. Лермонтова
- № 30 — Национальный институт хирургии и трансплантологии им. А. А. Шалимова
- № 31а — детский сад № 483
- № 35 — Центр детского и юношеского творчества Соломенского района
- № 39/8 — отделение Укртелекома
- № 40 — детский сад № 382
- № 42а — лицей «Престиж»
- № 43 — средняя общеобразовательная школа № 174

## Изображения

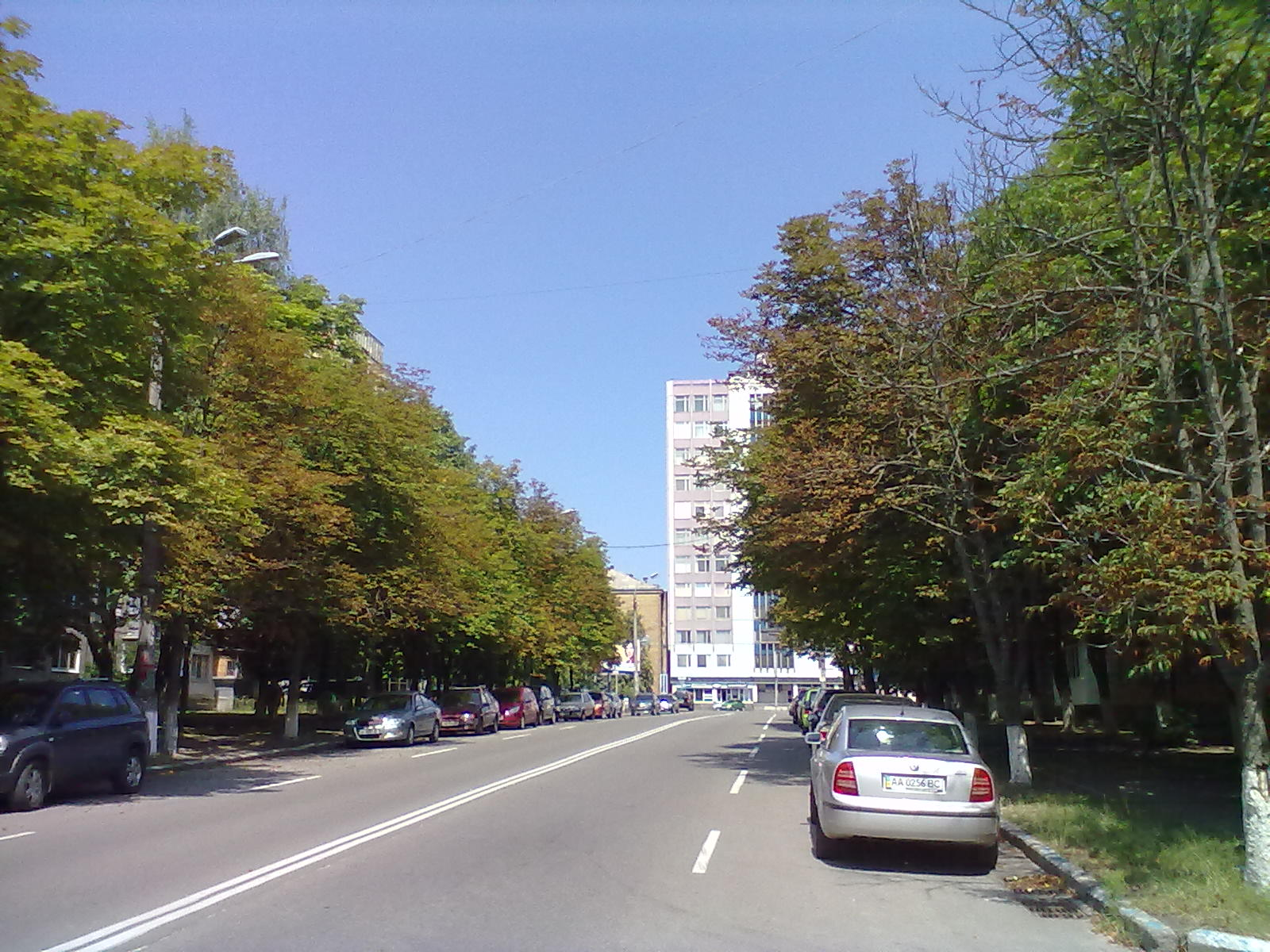
Улица Героев Севастополя, вид на перекресток с бульваром Вацлава Гавела
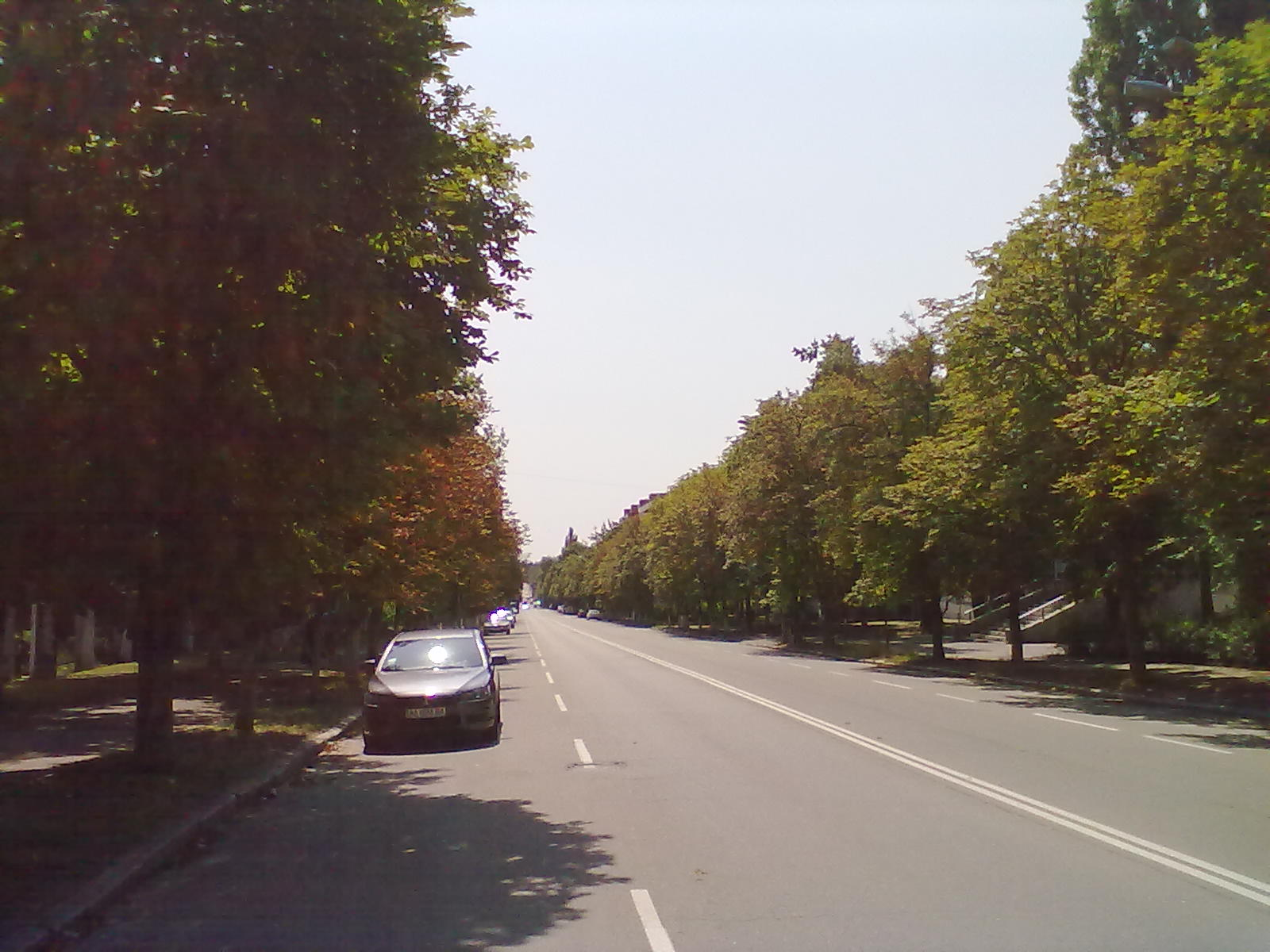
Улица Героев Севастополя, вид на перекресток с проспектом Любомира Гузара
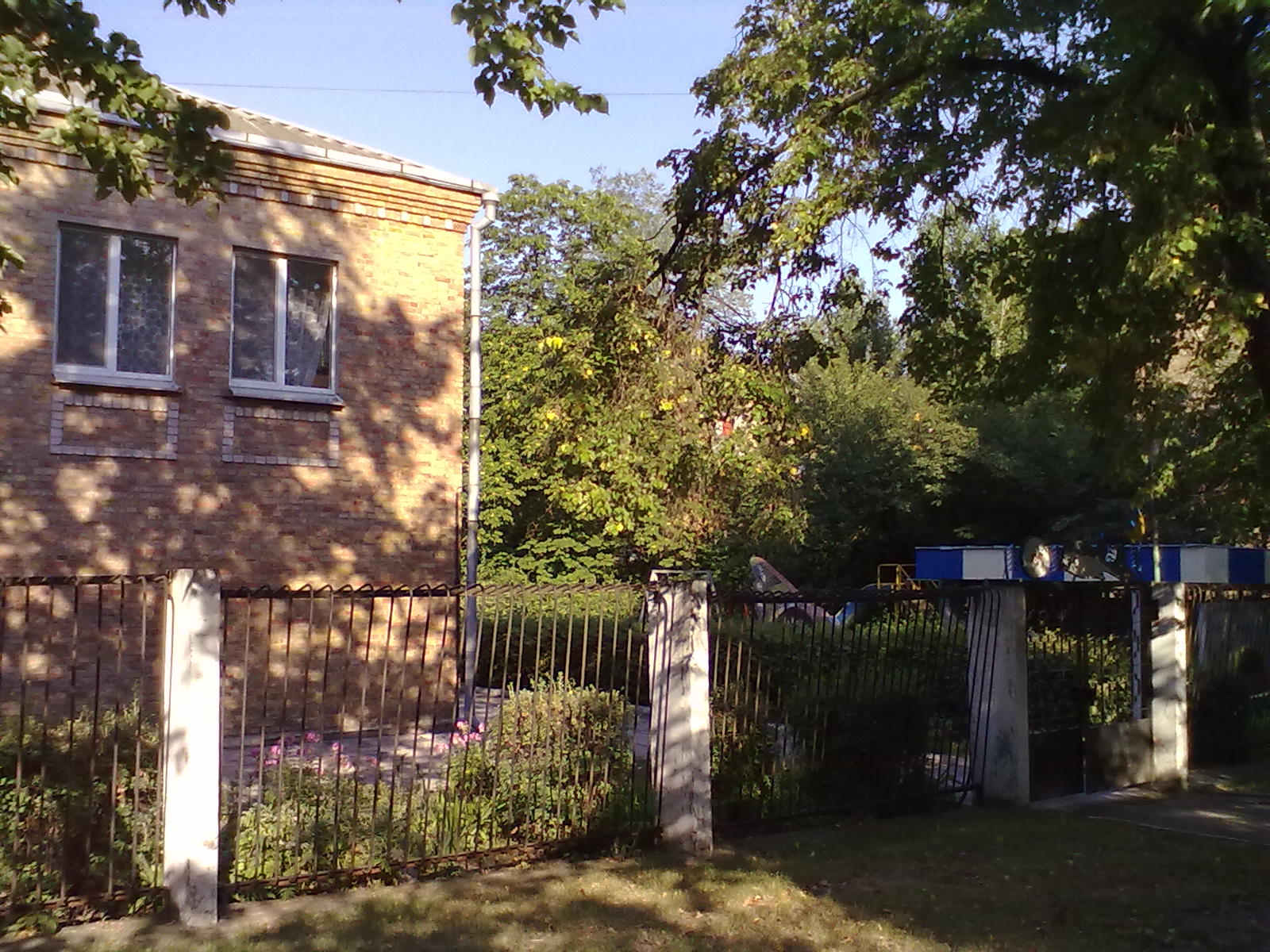
Детский сад «Дельфин» № 334 по ул. Героев Севастополя
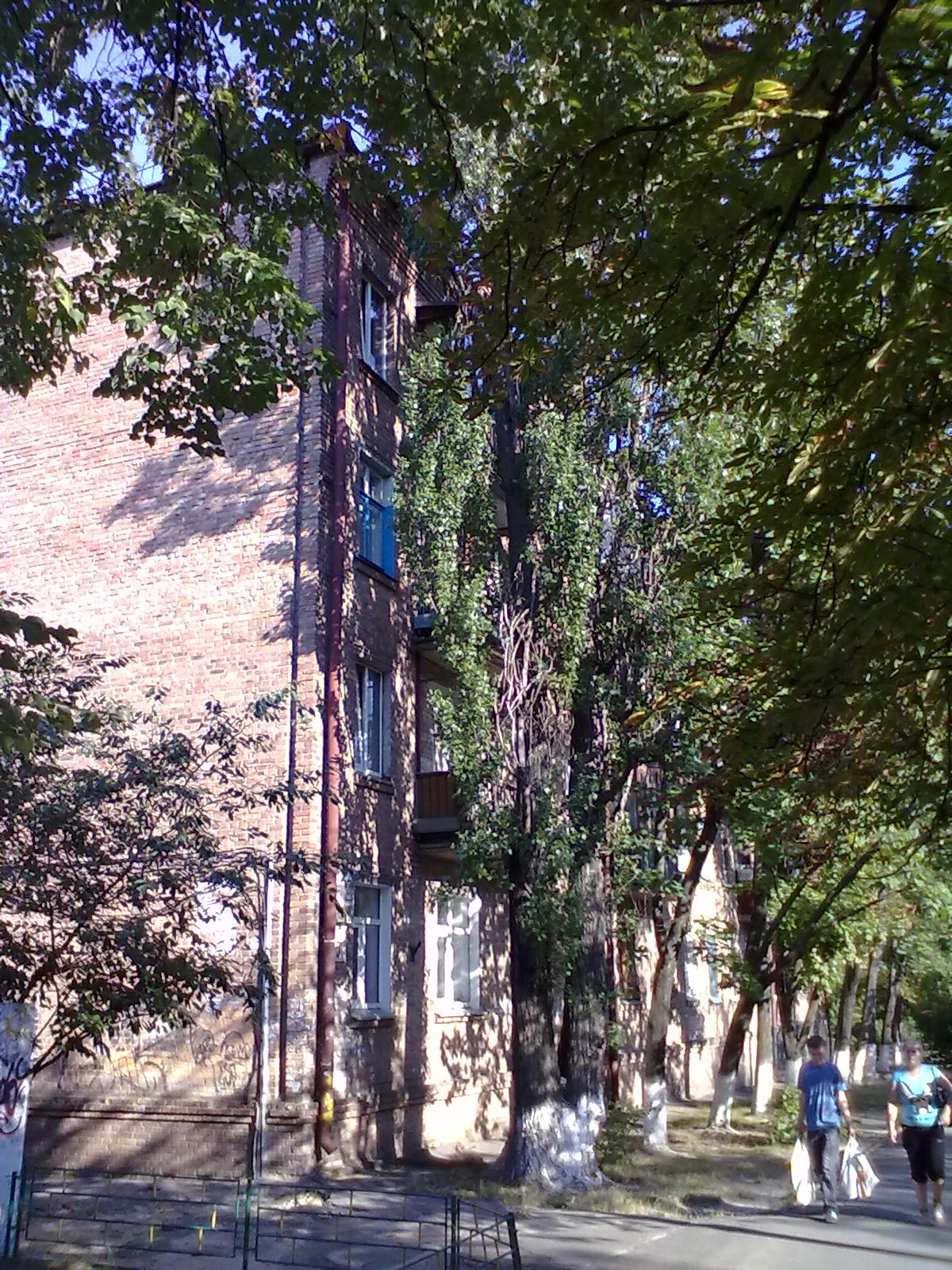
Жилой дом № 5 по ул. Героев Севастополя
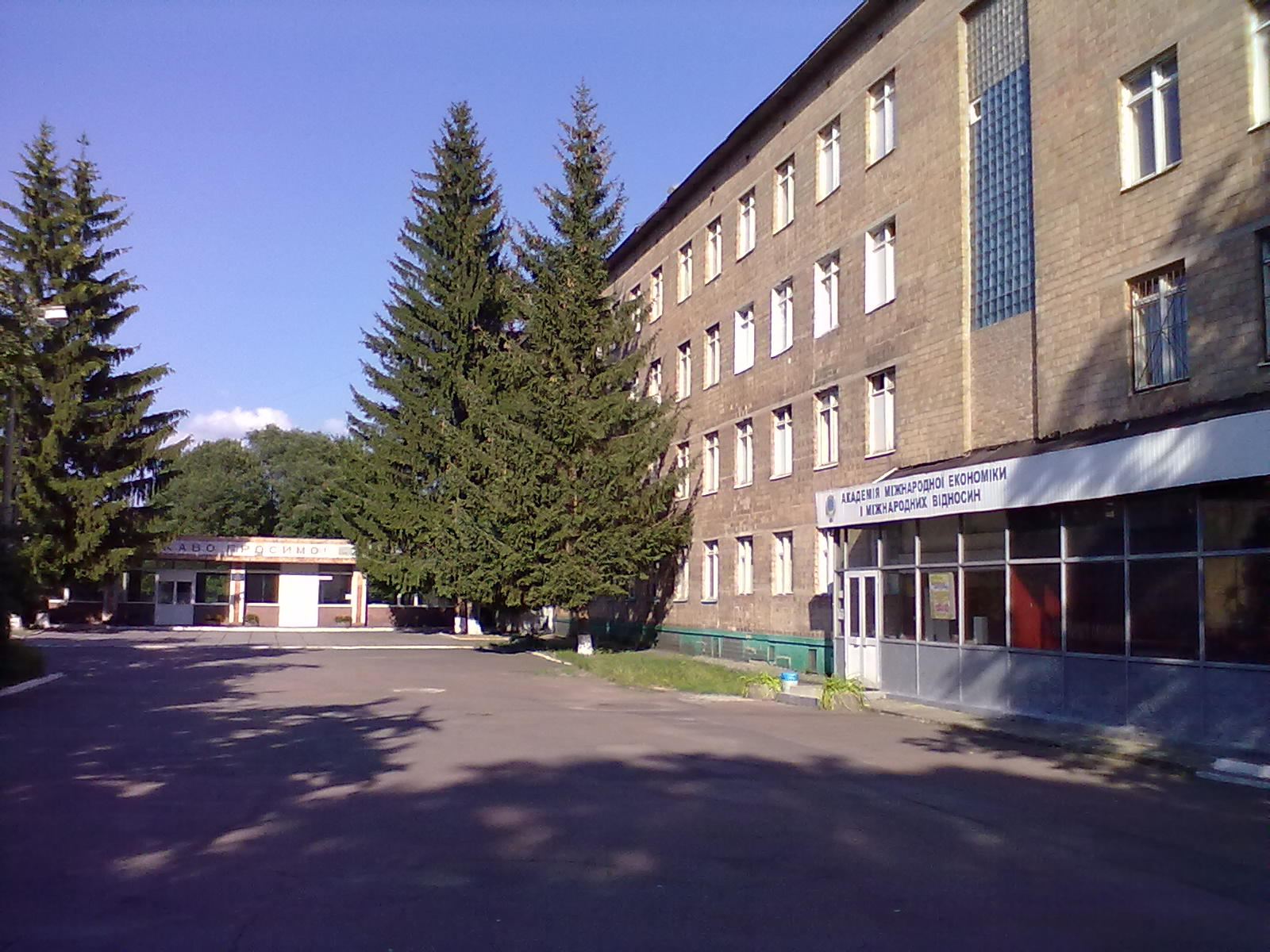
Школа № 67 по ул. Героев Севастополя № 9а, вид на вход
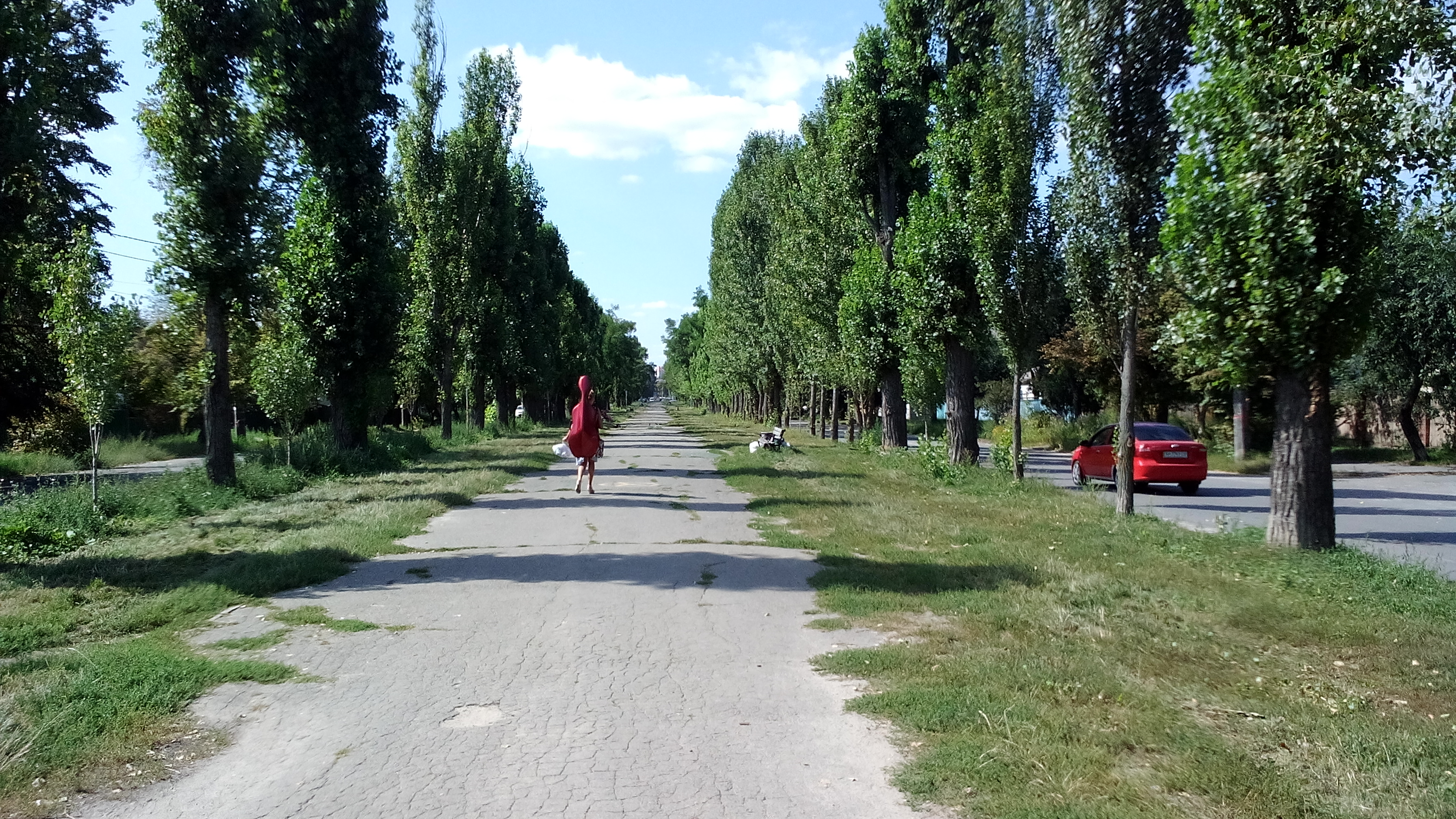
Аллея на ул. Героев Севастополя близ пересечения с просп. Отрадный